# Hexatoma (Eriocera) obscuripennis
Hexatoma (Eriocera) obscuripennis is een tweevleugelige uit de familie steltmuggen (Limoniidae). De soort komt voor in het Afrotropisch gebied.